# Горишний, Василий Акимович
Васи́лий Аки́мович Гори́шний (29 января 1903 — 1962) — советский военачальник, участник Великой Отечественной войны, на момент представления к званию Героя Советского Союза — командир 75-й гвардейской стрелковой дивизии 30-го стрелкового корпуса 60-й армии Центрального фронта, гвардии генерал-майор, Герой Советского Союза (17.10.1943). Генерал-лейтенант (3.08.1953).

## Биография
Родился 29 января 1903 года в городе Павлограде (ныне Днепропетровская область, Украина).
В декабре 1919 года добровольно вступил в Красную Армию. Воевал в  Гражданской войне в составе 4-й кавалерийской дивизии Первой Конной армии. В 1921 году участвовал в ликвидации отрядов Махно, Бровы и других в должности адъютанта начальника Павлоградского боевого участка.
В 1929 году сдал экстерном экзамен в Киевской объединённой военной школе. В 1939 году участвовал в Польской кампании в должности начальника оперативного штаба Пограничных войск Белорусского округа. В этом же году вступил кандидатом в ВКП(б) (принят в члены ВКП(б) в мае 1942 года). 
В 1940 году окончил с отличием вечерний факультет Военной академии РККА им. М. В. Фрунзе. Перед началом Великой Отечественной войны в звании полковника занимал должность начальника боевой подготовки пограничных войск Белорусского округа.

### В годы Великой Отечественной войны
22 июня 1941 года назначен начальником Полевого штаба Пограничных войск Белорусского пограничного округа (располагался в 12 км западнее г. Белосток). До августа вместе с оставшимися пограничными частями отходил с боями в Дзержинский УР, затем к городам Минск и Гомель.
4 августа 1941 года по вызову наркома НКВД СССР прибыл из Гомеля в Москву и был назначен помощником начальника Управления боевой подготовки Пограничных войск СССР, а затем начальником этого Управления. В сентябре 1941 года, после перевода большей части Главного управления пограничных войск из Москвы в г. Куйбышев, оставлен в Москве и назначен командиром полка командного состава войск НКВД, а затем начальником Ногинского сектора охраны и обороны Московской области.
За участие в обороне Москвы награждён орденом «Знак Почёта».
5 февраля 1942 года (по некоторым данным 27.01.1942) назначен командиром 8-й мотострелковой дивизии внутренних войск НКВД, а в мае 1942 года — командиром 13-й мотострелковой дивизии внутренних войск НКВД. С мая 1942 года в составе 6-й армии Юго-Западного фронта дивизия участвовала в Харьковской операции, сначала наступая, а затем обороняясь в районе г. Изюм, держала оборону по реке Северский Донец. В составе 38-й армии вела бои в районе г. Купянск, одним полком обороняя г. Воронеж. Отойдя по приказу за реку Дон, сдержала наступление немцев на участке Листки — Белогоры. В июне 1942 года занимала оборонительный рубеж по реке Хопёр восточнее г. Борисоглебск.
Понеся значительные потери в боях, 15 июня 1942 года 13-я мотострелковая дивизия войск НКВД по приказу Ставки ВГК была переформирована, введена в состав Красной Армии и получила наименование 95-й стрелковой дивизии. Был официально назначен командиром дивизии в составе РККА 26 августа 1942 года, хотя с момента передачи в РККА продолжал командовать ею.
С 19 сентября 1942 года 95-я стрелковая дивизия в составе 62-й армии участвует в обороне Сталинграда, ведя кровопролитные бои за Мамаев Курган (высоту 102.0), заводы «Красный Октябрь», «Баррикады», Тракторный вплоть до разгрома немецкой группировки 2 февраля 1943 года.
Командующий 62-й Армией генерал-лейтенант Чуйков В. И. написал:

В боях за город Сталинград, переправившись с первыми двумя полками, непрерывно до выхода дивизии из боя Горишний находился вместе с передовыми частями. Тщательно разрабатывал каждый этап боя и личным мужеством, стойкостью и непреклонной решимостью направлял начальствующий состав на разгром врага. Руководя частями дивизии в сложной обстановке уличных боёв, принимал смелые, проникнутые военной хитростью, решения и конкретно в ходе боя, руководя работой командиров и немедленно исправляя малейшие недочёты, обеспечивал успех в истреблении живой силы и техники врага.

27.9 когда ударом танков и пехоты по соседу справа, противник заставил его отойти и создал угрозу флангу и тылу наступающих частей дивизии, Горишний, выслав работников штаба на помощь частям, взял на себя один из опаснейших участков боя. Придя на передовые, личным примером спокойствия и уверенности в победу оказал помощь командиру в организации дальнейшего боя, воодушевил личный состав полка и обеспечил разгром прорвавшейся группы противника. Рубеж был удержан. Личный состав дивизии в 30-дневных беспрерывных боях, выполняя волю своего командира дивизии отбил 4 крупных наступления противника с танками и 71 контратаку, провёл успешно ряд наступательных боёв за выс. 102.0 и в районе завода «Баррикады», нанес большие потери 71-й, 295-й и 100-й дивизии противника, уничтожив тысячи солдат и офицеров, 49 танков, 81 автомашину, 41 ДЗОТ, 3 автобатареи, 39 миномётных батарей, 14 ст. пулемёта и другую технику врага, не отступив ни на один метр под напором врага без приказа командования.

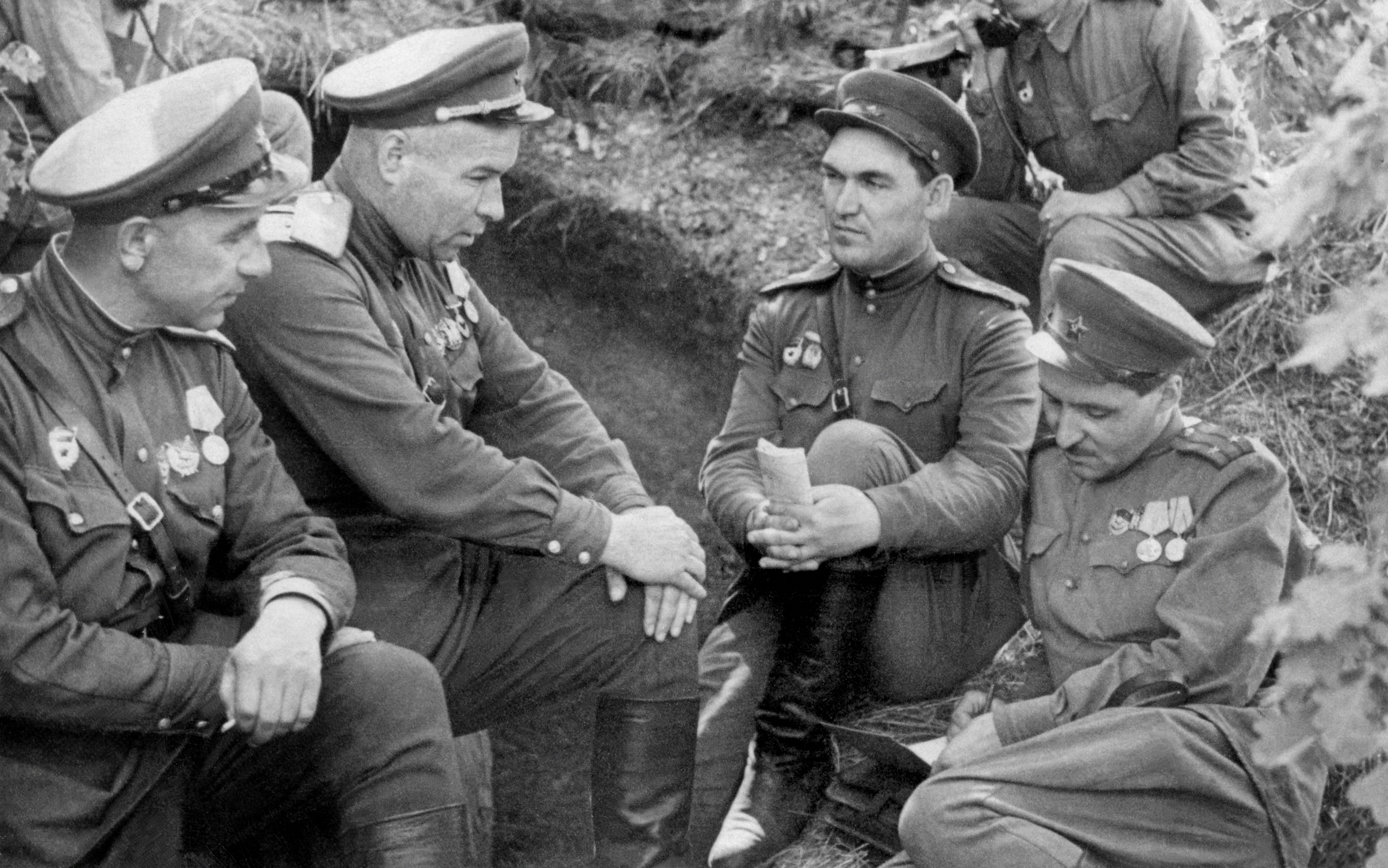
На КП 75-й ГСД около Понырей справа налево: К. М. Симонов, А. В. Мухин, В. А. Горишний, И. А. Власенко. Курская битва.1943

За доблесть и отвагу, проявленные при обороне Сталинграда, 210 бойцов и командиров дивизии были представлены к правительственным наградам, 95-й стрелковой дивизии было присвоено звание гвардейской, 1 марта 1943 она была преобразована в 75-ю гвардейскую стрелковую дивизию. Командир дивизии полковник В. А. Горишний был награждён орденом Красного Знамени, ему было присвоено воинское звание «гвардии генерал-майор» (1.03.1943).
С 6 июля 1943 года в районе Поныри — Ольховатка дивизия под командованием В. А. Горишнего в составе 13-й армии участвует в боях по отражению немецкого наступления на Курской дуге, а затем в разгроме и преследовании противника. За образцовое выполнение боевых заданий и проявленные при этом мужество и героизм указом Президиума Верховного Совета СССР 21 июля 1943 года дивизия награждена орденом Красного Знамени. В. А. Горишний был награждён вторым орденом Красного Знамени.
В боях за освобождение Украинской ССР дивизия участвовала в Черниговско-Припятской наступательной операции и первой на участке 60-й армии форсировала реку Десна, а 23 сентября 1943 года также первой с ходу форсировала и реку Днепр в районе города Дымер, в 35 км севернее города Киев. 23-25 сентября 1943 года при форсировании Днепра и захвате плацдарма в районе сёл Ясногородка и Глебовка (Вышгородский район Киевской области) В. А. Горишний непосредственно руководил боевыми действиями частей дивизии, организовал успешное форсирование рек Десна и Днепр, обеспечил удержание захваченного плацдарма, постоянно находился в боевых частях, проявил мужество и самоотверженность.
Командир 30-го стрелкового корпуса генерал-майор Лазько Г. С. в представлении к награждению написал:

Тов. Горишний после боёв за Орёл вёл свою гвардейскую Краснознамённую дивизию по северной Украине, освобождая десятки и сотни населённых пунктов, уничтожая при этом живую силу врага и его технику, приближаясь к берегам Десны и Днепра. В битве за гор. Бахмач дивизии присвоено наименование «Бахмачской». Части дивизии под руководством генерал-майора Горишнего, преследуя врага, сбивая его арьергарды, в течение 21.9.43 очистив от немецких захватчиков Евменки, Крикаево, Лешачин достигли восточного берега р. Десна где сосредоточились и приступили к подготовке её форсирования на подручных средствах.

Много кипучей энергии вложено генерал-майором Горишним при форсировании р. Десна. После подготовки в ночь с 21 на 22.9 43 г. 231 гв. стрелковый полк под непосредственным руководством тов. Горишнего начал первым форсировать реку. С 2.00 до 14.00 23.9.43 г. под непрерывным воздействием авиации противника стрелковые части дивизии, продолжая выполнять поставленную задачу, 22.9.43 г. подошли к восточному берегу р. Днепр и полностью сосредоточились в районе Тарасовичи, Лебедев хутор и высоты 117.9. 23.9.43 г. утром, произведя разведку западного берега р. Днепр, на подручных средствах начали форсировать её в районе южнее Глебовки. Личный состав частей дивизии воспитанный тов. Горишним, при форсировании р. Днепр и Десна проявлял массовый героизм, решительность, стойкость и отвагу, что характеризует высокое политикоморальное состояние и наступательный порыв.
Указом Президиума Верховного Совета СССР от 17 октября 1943 года за успешное форсировании реки Днепр севернее Киева, прочное закрепление плацдарма на западном берегу реки Днепр и проявленные при этом мужество и геройство гвардии генерал-майору Горишнему присвоено звание Героя Советского Союза с вручением ордена Ленина и медали «Золотая Звезда».
В ноябре 1943 года дивизия в составе 65-й армии участвовал в боях по освобождению Правобережной Украины. После доукомплектования ввиду больших потерь дивизия участвовала в Калинковичско-Мозырской операции и освобождении города Калинковичи, за что была награждена орденом Суворова II степени.
С января 1944 года дивизия участвовала в операции «Багратион» по освобождению Белорусской ССР. За участие в разгроме противника под Бобруйском и в освобождении города Барановичи дивизия была награждена вторым орденом Красного Знамени. Горишний был награждён орденом Кутузова II степени.
Осенью 1944 года 75-я гвардейская стрелковая дивизия под командованием Горишнего участвовала в составе 1-й ударной армии в Рижской операции и освобождении г. Рига, а затем в разгроме и преследовании Варшавской группировки противника.
Командир 9-го гвардейского стрелкового корпуса гвардии генерал-лейтенант Халюзин Г. А. написал:

Находясь в первом эшелоне корпуса, действуя по прорыву сильно укреплённой, глубоко эшелонированной полосы обороны противника, дивизия под руководством т. Горишнего взломала оборону и, преследуя противника, нанесла большой урон в живой силе и технике, чем обеспечила дальнейшее развитие успеха частям и соединениям по преследованию отходящего противника.
За умелое руководство частями дивизии и организацию боя по прорыву глубоко эшелонированной полосы противника и дальнейшее развитие успеха В. А. Горишний награждён орденом Суворова II степени.

Тов. Горишний в период боевых действий при форсировании реки Одер и дальнейшего наступления, командуя дивизией, сумел правильно и своевременно подготовить части.
С 16 на 17 апреля сего года несмотря на сильное сопротивление противника с земли и воздуха, части дивизии под командованием т. Горишнего отбили все яростные контратаки противника, нанесли большой урон в живой силе и технике, форсировали р. Одер и закрепились на западном берегу, что дало возможность переправиться остальным частям и расширить плацдарм.
За успешные действия в Висло-Одерской и в Берлинской наступательной операции, в разгроме берлинской группировки противника Горишний был награждён вторым орденом Суворова II степени.
Боевые действия дивизия закончила в составе 61-й армии выходом на реку Эльба и встречей с войсками 102-й дивизии 9-й Армии США.
Участник Великой Отечественной войны с июня 1941 по май 1945 года. Воевал на фронтах: Западный (1941—1942), Юго-Западный (1942), Сталинградский (1942—1943), Центральный, Воронежский (1943), 1-й Украинский (1943—1944), 1-й Белорусский (1944—1945). Участвовал в главных битвах Великой Отечественной войны: оборона Москвы, Харьковская операция (1942), Сталинградская битва, битва на Курской дуге, битва за Днепр и освобождение Киева, освобождение Белоруссии, Рижская операция, освобождение Польши, Висло-Одерская операция и Берлинская операция.

### В послевоенные годы

Могила Горишнего на Военном кладбище Симферополя

После войны командовал той же дивизией. С июля 1946 года — командир 17-й отдельной гвардейской стрелковой бригады в Московском военном округе, с сентября 1949 по декабрь 1951 — командир 4-й гвардейской механизированной дивизии в Киевском военном округе.
В 1952 году окончил Высшие академические курсы при Высшей военной академии имени К. Е. Ворошилова. С октября 1952 года — командир 1-го гвардейского стрелкового корпуса в Московском ВО, с июня 1956 года — командир 25-го стрелкового корпуса в Одесском военном округе, с мая 1957 года — командир 45-го армейского корпуса в том же округе. С декабря 1961 года находился в распоряжении Главнокомандующего Сухопутными войсками СССР.
Избирался депутатом Верховного Совета РСФСР 3-го созыва (1947—1951), Верховного Совета УССР 3-го созыва (1951—1955), делегатом ХХ и XXI съездов КПСС, делегатом XIX и XX съездов КПУ. 
Жил в Симферополе. Умер 15 февраля 1962 года. Похоронен в Симферополе на Воинском кладбище.

## Воинские звания
- полковник (2.07.1940).
- генерал-майор (1.03.1943).
- генерал-лейтенант (3.08.1953).

## Награды
- Медаль «Золотая Звезда» № 1572 Героя Советского Союза (17 октября 1943);
- два ордена Ленина (17.10.1943, 22.02.1945);
- четыре ордена Красного Знамени (2.12.1942, 14.07.1943, 3.11.1944, 15.11.1950)[11];
- два ордена Суворова II степени (4.03.1945, 7.06.1945);
- орден Кутузова II степени (23.07.1944);
- орден «Знак Почёта» (1942);
- Медаль «За оборону Москвы»;
- Медаль «За оборону Сталинграда»;
- Медаль «За взятие Берлина»;
- Медаль «За освобождение Варшавы»
- медаль «20 лет Рабоче-Крестьянской Красной Армии»;
- Медаль «За победу над Германией в Великой Отечественной войне 1941—1945 гг.»;
- Юбилейная медаль «30 лет Советской Армии и Флота»;
- Юбилейная медаль «40 лет Вооружённых Сил СССР»;

награды Польши
- Крест Храбрых (24.04.1946);
- Медаль «За Одру, Нису и Балтику» (27.04.1946);
- Медаль «За Варшаву 1939—1945» (27.04.1946)[12].

## Память
- Именем названы улицы в Волгограде, в посёлке По́ныри в Курской области (где отличилась его дивизия в июле 1943 года), в г. Чугуев (Харьковская область, Украина).
- В Симферополе на доме № 37 по ул. Набережной, где жил в последние годы Горишний, установлена мемориальная доска (2015)[13].
- В Симферополе в его честь названа МБОУ «Средняя образовательная школа № 6 им. В. А. Горишнего»[14].